# Fabio Morábito
Fabio Morábito (Alejandría, 21 de febrero de 1955) es un escritor italo-mexicano, que escribe en español. Su obra, que incluye novelas, cuentos, poemas y ensayos, ha sido reconocida por la crítica, sobre todo sus cuentos y poemas, los cuales le han significado la obtención de varios premios.

## Vida
A pesar de haber nacido en Egipto, debido al origen de sus padres, su nacionalidad es italiana y es en Milán, Italia, donde transcurrió su infancia. A los 15 años y sin saber apenas español, su familia emigró a México. Desde entonces ha fijado su residencia en ese país. Además, pese a ser el italiano su lengua materna, toda su obra literaria la ha producido en español.
Su estilo se destaca por tener como tema recurrente lo cotidiano, lo explora de una manera original para permitir al lector nuevas formas.

## Obra

### Novelas
- 1997: Cuando las panteras no eran negras
- 2009: Emilio, los chistes y la muerte
- 2018: El lector a domicilio

### Cuentos
- 1986: Gerardo y la cama
- 1989: La lenta furia
- 2000: La vida ordenada
- 2006: Grieta de fatiga
- 2014: Cuentos populares mexicanos
- 2016: Madres y perros
- 2022: La sombra del mamut

### Ensayos
- 1984: El viaje y la enfermedad
- 1988: Macrocefalia (en colaboración con Adolfo Castañón y Jaime Moreno Villareal)
- 1995: Los pastores sin ovejas

### Poesía
- 1985: Lotes baldíos
- 1992: De lunes todo el año
- 2002: Alguien de lava
- 2002: El verde más oculto (Antología)
- 2006: La ola que regresa (Poesía reunida)
- 2011: Delante de un prado una vaca
- 2011: Un náufrago jamás se seca (Antología)
- 2012: Ventanas encendidas. Antología poética. Edición de Juan Carlos Abril.
- 2021: A cada cual su cielo

### Miscelánea
- 1989: Caja de herramientas
- 2004: También Berlín se olvida
- 2014: El idioma materno

## Premios
- 1985: Premio Iberoamericano Bellas Artes de Poesía Carlos Pellicer para Obra Publicada por Lotes baldíos[4]
- 1991: Premio Bellas Artes de Poesía Aguascalientes por De lunes todo el año
- 1997: Premio Internacional White Raven concedido por la Jüngenbibliotheke de Munich por Cuando las panteras no eran negras
- 2006: Premio de Narrativa Antonin Artaud por Grieta de fatiga
- 2015: Premio Internacional White Raven concedido por la Jüngenbibliotheke de Munich por Cuentos populares mexicanos
- 2017: Premio Bellas Artes Narrativa Colima para Obra Publicada por Madres y perros
- 2018: Premio Xavier Villaurrutia de Escritores para Escritores por El lector a domicilio
- 2019: Premio Roger Caillois otorgado por el PEN Club Francés[5]